# 蛇形鼬鯰
飾頭鼬鯰，為輻鰭魚綱鯰形目鼬鯰科的其中一種，為熱帶淡水魚，分布於南美洲阿根廷淡水流域，體長可達21.3公分，棲息在礫石底質、水流快速且含氧量高的溪流底層水域，生活習性不明。